# Marutowie

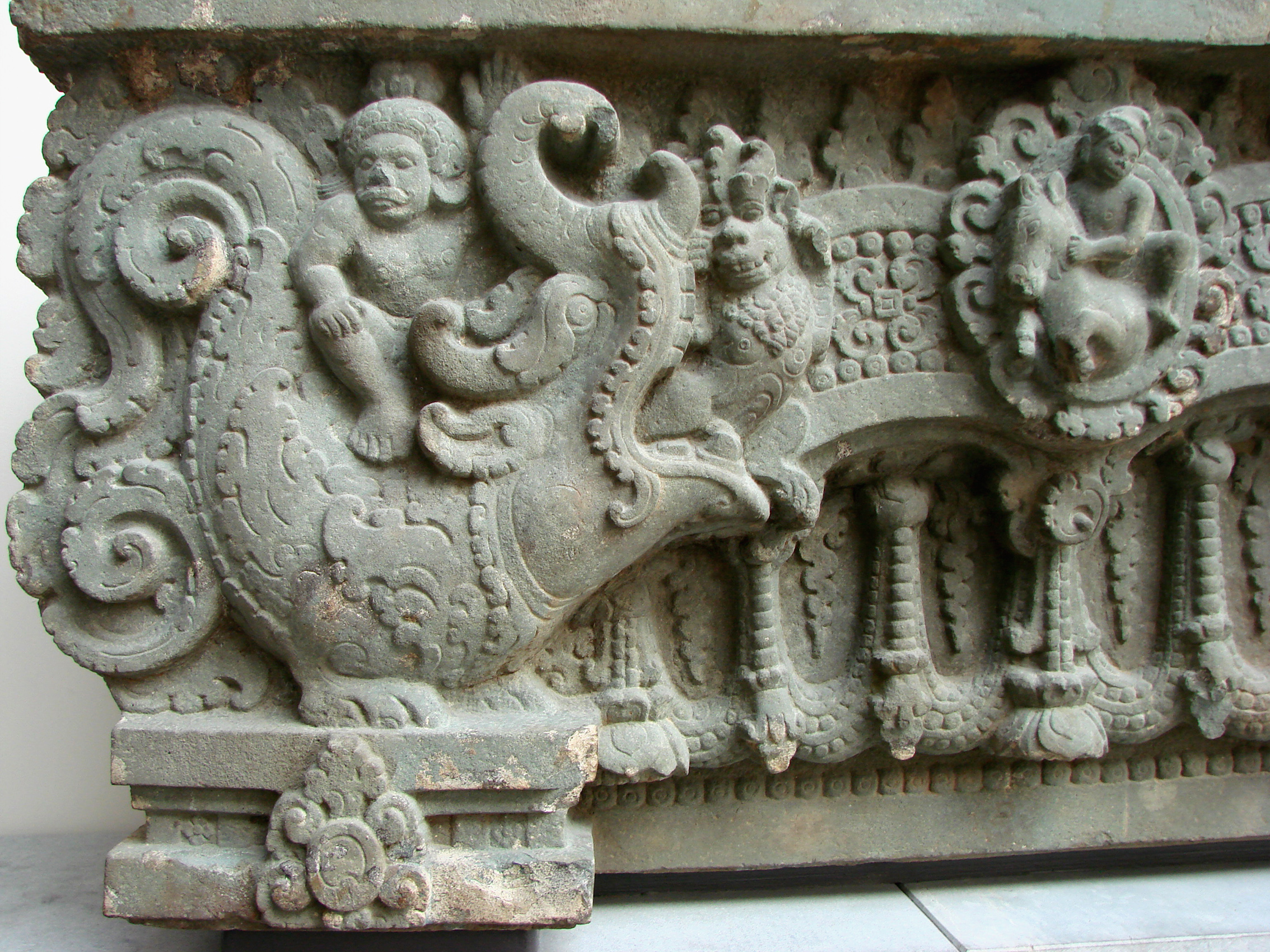
Bóg wiatru i burzy

Marutowie (od Marut: wiatr, tchnienie i siła życiowa  ) – w religii wedyjskiej grupa siedmiu (w Dewipuranie), jedenastu (w Mahabharacie) lub więcej bogów wiatru, sprzymierzonych z Indrą. Byli uważani za strażników Somy i opiekunów rolników. Jednym z imion Hanumana, syna boga wiatru Waju jest Maruti.